# Вендичаны
Вендича́ны (укр. Вендичани) — посёлок в Могилёв-Подольском районе Винницкой области Украины.

## История
Селение известно с XVI века. Входило в состав Могилёвского уезда Подольской губернии Российской империи. После строительства в 1892—1894 гг. железной дороги Жмеринка — Могилёв-Подольский началось развитие села, в 1894 году здесь был построен сахарный завод.
После того, как в начале 1918 года уезд оккупировали немецкие войска, в селе Вендичаны началось восстание против немцев и их пособников.
В ходе Великой Отечественной войны 9 июля 1941 года селение оккупировали немецко-румынские войска, в 1944 года его освободили советские войска.
В 1972 году здесь действовали сахарный завод, центральная усадьба колхоза «Червоний Жовтень» (специализировавшегося на откорме крупного рогатого скота), средняя школа, две библиотеки, больница, два фельдшерских пункта и два сельских клуба.
В январе 1989 года численность населения составляла 4212 человек.
В мае 1995 года Кабинет министров Украины утвердил решение о приватизации находившихся здесь сахарного завода и райсельхозтехники.
В январе 2001 года было возбуждено дело о банкротстве сахарного завода.
В 2006 году было возбуждено дело о банкротстве комбината хлебопродуктов.
По состоянию на 1 января 2013 года численность населения составляла 3909 человек.

## Транспорт
- железнодорожная станция Вендичаны[2] Юго-Западной железной дороги

## Религия
В посёлке действует храм Рождества Пресвятой Богородицы Могилёв-Подольского благочиния Могилёв-Подольской епархии Украинской православной церкви.

## Известные жители
Здесь родился Герой Советского Союза, генерал советской и польской армий С. Г. Поплавский.